# Zacualpilla
Zacualpilla är en ort i Mexiko.   Den ligger i kommunen Zacualpan och delstaten Mexiko, i den sydöstra delen av landet, 100 km sydväst om huvudstaden Mexico City. Zacualpilla ligger 1 682 meter över havet och antalet invånare är 177.
Terrängen runt Zacualpilla är huvudsakligen kuperad, men den allra närmaste omgivningen är platt. Runt Zacualpilla är det ganska tätbefolkat, med 139 invånare per kvadratkilometer. Närmaste större samhälle är Ixtapan de la Sal, 11,5 km nordost om Zacualpilla. I omgivningarna runt Zacualpilla växer huvudsakligen savannskog.